# بیست گام تا مرگ
بیست گام تا مرگ (اسپانیایی: Veinte pasos para la muerte‎) یک فیلم وسترن ایتالیایی-اسپانیایی است که در سال ۱۹۷۰ منتشر شد.

## بازیگران
برخی از بازیگرانی که در این فیلم نقش‌آفرینی کرده‌اند، عبارتند از:
- دین رید
- آلبرتو فارنزه
- پتی شپرد
- مارتا فلورس
- آلخاندرو اویوآ
- گوستاوو ری
- خوزه ایگناسیو آبادال
- آنتونیو مولینو روخو
- لوئیس ایندونی
- مارتا مای